# Nodipecten magnificus
Nodipecten magnificus is een tweekleppigensoort uit de familie van de Pectinidae. De wetenschappelijke naam van de soort is voor het eerst geldig gepubliceerd in 1835 door G.B. Sowerby I.